# Alì Nannipieri
Alì Nannipieri (Bagni San Giuliano, 10 agosto 1925 – Livorno, 24 novembre 2007) è stato un politico italiano.

## Biografia
Esponente del Partito Comunista Italiano, fu eletto consigliere provinciale alla provincia di Livorno, di cui divenne assessore nel 1956, vicepresidente dal 1970 e presidente dal 1972 al 1975. Infine, fu sindaco di Livorno per due mandati, dal 1975 al 1985.
Alle elezioni regionali del 1985 fu eletto consigliere regionale della Toscana. Ricoprì la carica di assessore agli affari generali, al Personale e al Patrimonio, mantenendo tale incarico sino al 1988.
Morì all'età di 82 anni nel novembre 2007.